# Let's have a chat
Let's have a chatは、でNHK教育テレビジョンで1962年4月12日から1964年3月19日ま放送されていたテレビ番組。

## 概要
高等学校英語向け学校放送番組。

## 放送時間
- 木曜日15:30-16:00

## 出演者
- 1962年度：半田一郎[2]、大沢茂[2]、竹沢啓一郎
- 1963年度：高田久寿